# Natação no Campeonato Mundial de Esportes Aquáticos de 2019 - 400 m medley masculino
A prova dos 400 metros medley masculino da natação no Campeonato Mundial de Esportes Aquáticos de 2019 ocorreu no dia 28 de julho, em Gwangju, na Coreia do Sul. 

## Recordes
Antes desta competição, os recordes mundiais e do campeonato nesta prova eram os seguintes:
| Tipo                  | Atleta         | Tempo   | Local     | Data                 |
| --------------------- | -------------- | ------- | --------- | -------------------- |
|                       | Michael Phelps | 4:03.84 | Pequim    | 10 de agosto de 2008 |
| Recorde do campeonato | Chase Kalisz   | 4:05.90 | Budapeste | 30 de julho de 2017  |

## Medalhistas
| Ouro             | Prata                | Bronze                |
| Daiya Seto (JPN) | Jay Litherland (USA) | Lewis Clareburt (NZL) |

## Cronograma
Todos os horários são locais (UTC+9). 
| Data        | Hora  | Evento        |
| ----------- | ----- | ------------- |
| 28 de julho | 10:00 | Eliminatórias |
| 28 de julho | 21:01 | Final         |

## Resultados

### Eliminatórias
Esses foram os resultados das eliminatórias. Foram realizadas no dia 28 de julho com início às 10:00. 
| Pos. | Bateria | Raia | Nadador              | Nacionalidade  | Tempo   | Notas            |
| ---- | ------- | ---- | -------------------- | -------------- | ------- | ---------------- |
| 1    | 4       | 4    | Daiya Seto           | Japão          | 4:12.27 | Q                |
| 2    | 5       | 8    | Arjan Knipping       | Países Baixos  | 4:13.46 | Q,               |
| 3    | 5       | 5    | Jay Litherland       | Estados Unidos | 4:13.78 | Q                |
| 4    | 5       | 3    | Max Litchfield       | Reino Unido    | 4:14.35 | Q                |
| 5    | 4       | 7    | Lewis Clareburt      | Nova Zelândia  | 4:14.56 | Q                |
| 6    | 5       | 6    | Maksym Shemberev     | Azerbaijão     | 4:14.62 | Q                |
| 7    | 4       | 2    | Joan Lluís Pons      | Espanha        | 4:15.14 | Q                |
| 8    | 5       | 7    | Philip Heintz        | Alemanha       | 4:15.24 | Q, RET           |
| 9    | 4       | 3    | Péter Bernek         | Hungria        | 4:15.49 | Q                |
| 10   | 5       | 4    | Chase Kalisz         | Estados Unidos | 4:15.62 |                  |
| 11   | 4       | 6    | Brandonn Almeida     | Brasil         | 4:15.92 |                  |
| 12   | 5       | 1    | Thomas Fraser-Holmes | Austrália      | 4:16.93 |                  |
| 13   | 4       | 5    | Dávid Verrasztó      | Hungria        | 4:16.95 |                  |
| 14   | 5       | 0    | João Vital           | Portugal       | 4:17.18 |                  |
| 15   | 3       | 3    | Tristan Cote         | Canadá         | 4:17.22 |                  |
| 16   | 5       | 9    | Dawid Szwedzki       | Polónia        | 4:17.48 |                  |
| 17   | 3       | 4    | Tomas Peribonio      | Equador        | 4:17.83 |                  |
| 18   | 3       | 2    | Jarod Arroyo         | Porto Rico     | 4:18.94 | Recorde nacional |
| 19   | 3       | 5    | Ayrton Sweeney       | África do Sul  | 4:20.32 |                  |
| 20   | 4       | 8    | Wang Hsing-hao       | Taipé Chinesa  | 4:21.65 |                  |
| 21   | 3       | 6    | Kim Min-suk          | Coreia do Sul  | 4:22.06 |                  |
| 22   | 3       | 7    | Christoph Meier      | Liechtenstein  | 4:22.56 |                  |
| 23   | 5       | 2    | Wang Shun            | China          | 4:23.23 |                  |
| 24   | 2       | 5    | Denys Kesil          | Ucrânia        | 4:24.99 |                  |
| 25   | 3       | 8    | Trần Hưng Nguyễn     | Vietname       | 4:25.49 |                  |
| 26   | 2       | 4    | Aflah Prawira        | Indonésia      | 4:26.49 |                  |
| 27   | 3       | 0    | Svetlozar Nikolov    | Bulgária       | 4:26.88 |                  |
| 28   | 3       | 1    | Raphaël Stacchiotti  | Luxemburgo     | 4:27.80 |                  |
| 29   | 2       | 6    | Erick Gordillo       | Guatemala      | 4:28.57 |                  |
| 30   | 3       | 9    | Jaouad Syoud         | Argélia        | 4:28.65 |                  |
| 31   | 2       | 2    | Pang Sheng Jun       | Singapura      | 4:28.93 |                  |
| 32   | 2       | 7    | Brandon Schuster     | Samoa          | 4:29.84 |                  |
| 33   | 2       | 3    | Ahmed Hamdy          | Egito          | 4:30.17 |                  |
| 34   | 4       | 9    | Wang Yizhe           | China          | 4:31.14 |                  |
| 35   | 2       | 8    | Alvi Hjelm           | Ilhas Feroé    | 4:33.28 |                  |
| 36   | 1       | 3    | Gustavo Gutiérrez    | Peru           | 4:33.87 |                  |
| 37   | 1       | 4    | Faang Der Tiaa       | Malásia        | 4:33.88 |                  |
| 38   | 2       | 1    | Munzer Kabbara       | Líbano         | 4:35.58 |                  |
| 39   | 1       | 5    | Simon Bachmann       | Seicheles      | 4:41.42 |                  |
| 40   | 4       | 0    | Richard Nagy         | Eslováquia     | DSQ     | DSQ              |
| 40   | 4       | 1    | Patrick Stäber       | Áustria        | DSQ     | DSQ              |

### Final
A final foi realizada em 28 de julho às 21:01. 
| Pos.              | Raia | Nadador          | Nacionalidade  | Tempo   | Notas            |
| ----------------- | ---- | ---------------- | -------------- | ------- | ---------------- |
| Medalha de ouro   | 4    | Daiya Seto       | Japão          | 4:08.95 |                  |
| Medalha de prata  | 3    | Jay Litherland   | Estados Unidos | 4:09.22 |                  |
| Medalha de bronze | 2    | Lewis Clareburt  | Nova Zelândia  | 4:12.07 | Recorde nacional |
| 4                 | 1    | Joan Lluís Pons  | Espanha        | 4:13.30 | Recorde nacional |
| 5                 | 8    | Péter Bernek     | Hungria        | 4:13.83 |                  |
| 6                 | 7    | Maksym Shemberev | Azerbaijão     | 4:14.10 |                  |
| 7                 | 6    | Max Litchfield   | Reino Unido    | 4:14.75 |                  |
| 8                 | 5    | Arjan Knipping   | Países Baixos  | 4:17.06 |                  |

Legenda
| Recorde mundial       | Recorde mundial (World record)               |                       | Recorde africano                      | Recorde africano (African) |                                           | Q | Classificado por posição (Qualified) |
| Recorde do campeonato | Recorde do campeonato (Championship record)  | Recorde da América    | Recorde da América (Americas)         | q                          | Classificado por melhor tempo (Qualified) |   |                                      |
| Melhor marca do ano   | Melhor marca do ano (World leading)          | Recorde asiático      | Recorde asiático (Asian)              | DNS                        | Não largou (Did not start)                |   |                                      |
| Recorde nacional      | Recorde nacional (National record)           | Recorde europeu       | Recorde europeu (European)            | DNF                        | Não terminou (Did not finish)             |   |                                      |
| Recorde pessoal       | Recorde pessoal do atleta (Personal best)    | Recorde da Oceania    | Recorde da Oceania (Oceania)          | DSQ / DQ                   | Desclassificado (Disqualified)            |   |                                      |
| Recorde da temporada  | Recorde da temporada do atleta (Season best) | Recorde sul-americano | Recorde sul-americano (South America) | NM                         | Sem marca (No mark)                       |   |                                      |